# امبالامیدرا ۲
امبالامیدرا ۲ (به لاتین: Ambalamidera II) یک سکونتگاه مسکونی در ماداگاسکار است که در هائوته ماتسیاترا واقع شده‌است.

## خصوصیات
امبالامیدرا ۲ ۴٬۰۰۰ نفر جمعیت دارد و ۱٬۳۸۱ متر بالاتر از سطح دریا واقع شده‌است.